# Чехармехальские тюрки
Чехармехальские тюрки (чехарм.: چهارمحال تۆرکلری) — тюркский народ, проживающий преимущественно в регионе Чехармехаль и Бахтиария.

## Происхождение
Большинство чехармехальских тюрок происходят из племени кашкайцев. В состав чехармехальских тюрок входят племена дарешури, нефер, бахарлу, сельджуки, инанлу, кызылбаши, баяты, афшар, халаджи и белварди. Большинство чехармехальских тюрок говорят на кашкайском и чехармехальском языках, относящихся к огузской ветви тюркских языков, а также на фарси.

## Демография
Чехармехальские тюрки составляют 12,1% населения региона Чехармехаль и Бахтиария,. Большая часть их населения проживает в уездах Саман, Бен, Шехре-Корд, Боруджен и Фарсан. Исповедуют ислам шиитского толка.